# Balance compteuse
Une balance compteuse ou balance de comptage est une balance qui sert à compter des objets identiques en divisant leur poids total par un poids unitaire. Elle possède souvent 3 cadrans indicateurs : poids total, poids unitaire des pièces, nombre de pièces.

## Initialisation du poids unitaire des pièces (poids de référence) par d’échantillonnage
Le poids unitaire ou poids de référence doit être indiqué à la balance au préalable. Il est généralement défini par pesage d’un échantillon comprenant un nombre connu d’objets : 5, 10, 20, 50 pièces, ou ce nombre dit de "référence" est spécifié par l’opérateur lors de l'opération dite d’échantillonnage. La balance calcul le poids unitaire en divisant le poids total de l’échantillon par le nombre de référence. Ensuite la balance mémorise se poids de référence et l’utilise pour le comptage des pesées suivantes. Plus l’échantillon est grand, meilleure sera la précision du poids unitaire et donc du comptage.
```
/!\ Le poids de l'échantillon ne doit pas excéder la capacité de charge de la balance .
/!\ Le poids de la Tare ne doit pas excéder celui de l'échantillon. Le poids de tare "fatigue" le capteur ainsi différent poids de tare peuvent conduire a des erreurs d’échantillonnage tout autre paramètre étant égale par ailleurs.
```

Certaines balances compteuses permettent aussi à l’opérateur d’initialiser un poids unitaire au clavier, ou de le rappeler d’un espace mémoire dans lequel il avait été enregistré.

## Fonction d’amélioration continue du poids unitaire au fil des pesées
Ces balances possèdent de plus des fonctions d’amélioration continue du poids unitaire au fil des pesées. Le résultat de chaque pesée sert alors à recalculer plus précisément le poids unitaire. C’est intéressant car cela permet de commencer rapidement en initialisant le poids unitaire avec un petit échantillon (5 pièces par exemple) puis d’affiner le poids unitaire avec les résultats des pesées suivantes. Tout se passe donc comme si l’échantillon de référence servant à la définition du poids unitaire augmentait de taille avec chaque nouvelle pesée.

## Importance de la résolution interne pour un comptage précis
Pour le choix d’une balance compteuse, ce qui compte ce n’est pas trop la précision de pesage globale affichée, mais la résolution interne. En effet c’est celle-ci qui permettra de définir précisément les poids unitaires. Par exemple, une balance de 750 000 points de résolution interne et de portée 15 kg permet de compter des pièces de poids unitaire jusqu’à 15 kg/750 000 = 0,02 g.
Les balances de comptage existent en tant que balances de laboratoire avec un poids maximal de moins de 300 g jusqu'aux balances pour palettes, par exemple jusqu'à 6 tonnes. Les systèmes de pesage par comptage, qui combinent une balance de référence précise (p. ex. avec un poids maximal de 300 g) avec une balance de quantité plus importante (p. ex. 15 kg), sont un moyen de compter des pièces plus petites en quantités encore plus importantes.     
Il est primordial de définir très précisément le poids unitaire car les erreurs à ce niveau s’additionnent lors du comptage autant de fois que le nombre d’objets. Si votre poids unitaire spécifié lors de l'initialisation de la balance est 0,9 g au lieu d’un poids réel de 1 g alors si vous mettez 10 pièces sur le plateau, la balance en comptera 11. Pour éviter ce type d’erreur, il faut choisir une balance ayant une bonne résolution interne relativement au poids unitaire de vos objets.

## Exemples d'applications
- Inventaires
- Conditionnement d’un nombre spécifique de pièces par boite
- Vente au client par quantité de pièces, notamment en quincaillerie ou en électronique.